# Effo
A P/F Effo (korábban Statoil Føroyar) egy feröeri cég, amely kőolajszármazékok forgalmazásával foglalkozik. Piaci részesedése éppen meghaladja az 50%-ot.

## Történelem
Az Esso feröeri részlege 1987-ben került a Statoil ASA tulajdonába. 1998-ban a Føroya Oljufelag is a cég része lett.
A StatoilHydro ASA 2007. november 20-án értékesítette feröeri kiskereskedelmi és energetikai részlegét. A P/F Ognarfelagið Megd (a P/F Løkir leányvállalata) vásárolta meg a Statoil Føroyar összes részvényét, és december 19-én átvette a társaság irányítását. Az árat nem hozták nyilvánosságra. A Statoil márkanevet a felvásárlást követő 18 hónapig használhatják. A Statoil kitermelési ágazatát nem érinti a felvásárlás, az a Statoil Færøyene AS leányvállalat keretei között működik. A tranzakciót követően a Løkir az Ognarfelagið Megd 75%-át eladta más feröeri befektetőknek.

## Tevékenységek
A társaság 14 benzinkutat üzemeltet a következő településeken:
- Suðuroy: Hvalba, Tvøroyri, Vágur
- Sandoy: Sandur
- Vágar: Sørvágur
- Streymoy: Argir, Tórshavn-Gundadalur, Kollafjørður
- Eysturoy: Toftir, Saltangará, Strendur, Skálabotnur, Leirvík
- Borðoy: Klaksvík